# Jungowie

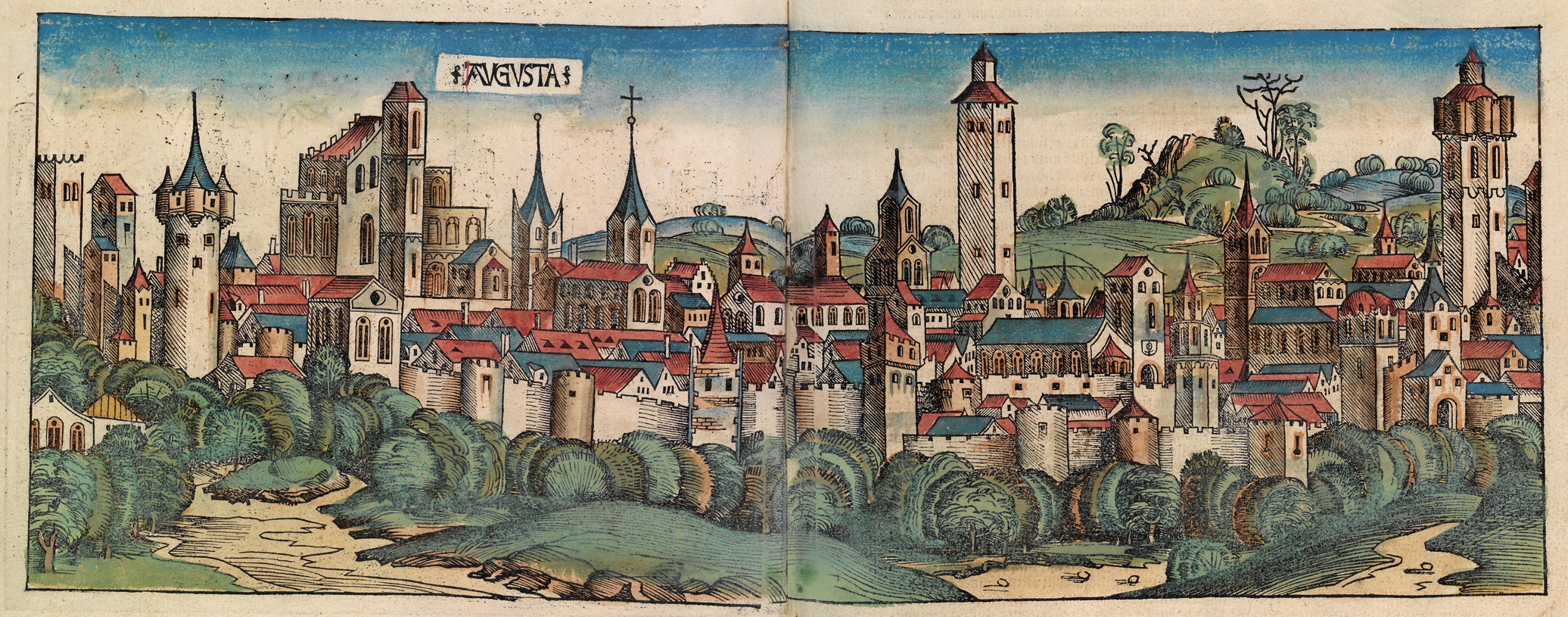
Augsburg za czasów przeprowadzenia się Jungów z Ulm (1493)

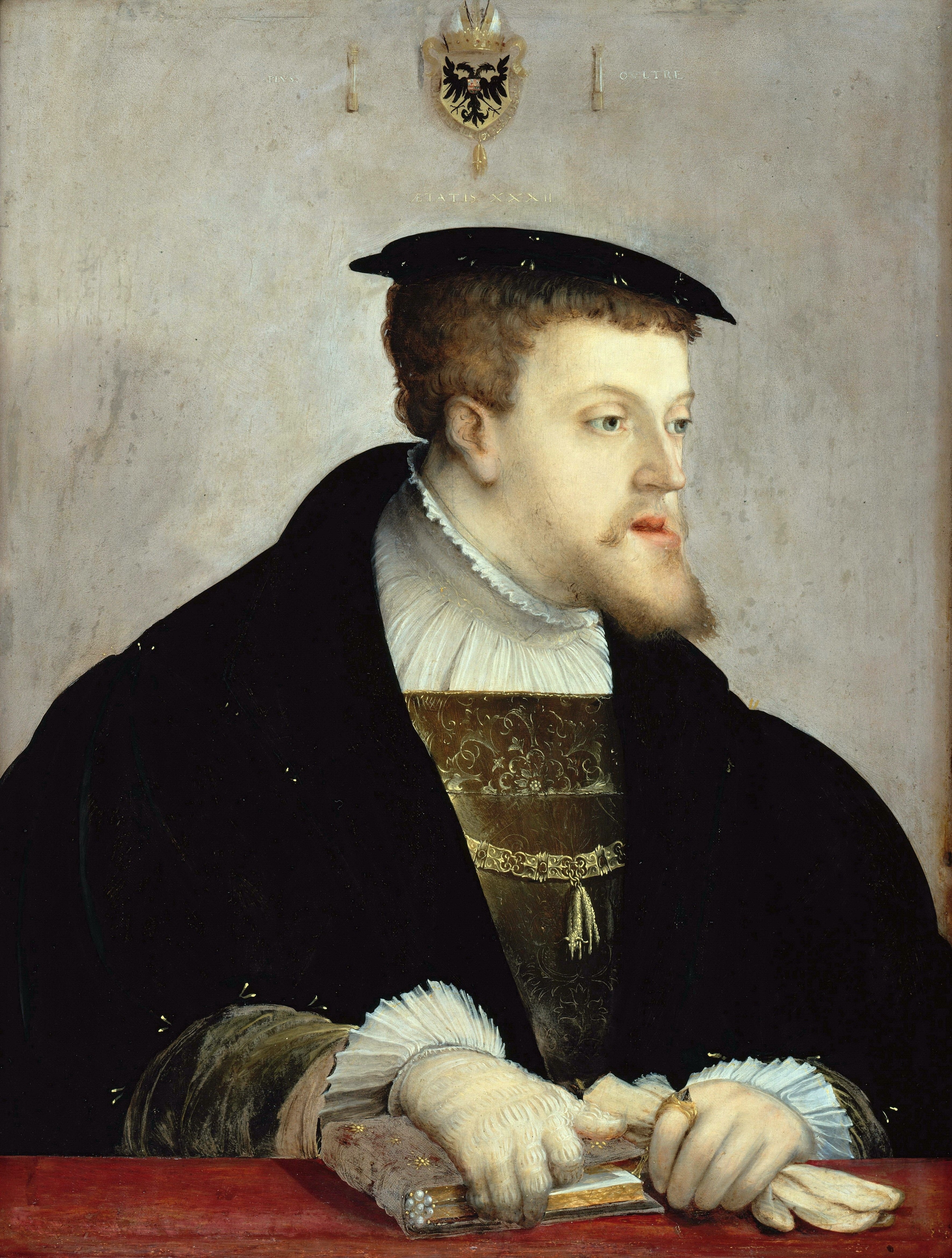
Od cesarza Karola V w 1520 Jungowie otrzymali Adelsbrief

Jungowie – augsburski ród mieszczański. Okres jego świetności przypada na XVI – XVII w.

## Historia rodu

### Początki
Jungowie osiedlili się w Augsburgu pod koniec XV wieku za sprawą burmistrza tego miasta, Gossembrota, który namówił Johanna Junga (1425–1505) do przyjęcia posady lekarza miejskiego. Jego synowie, Ulrich i Ambrosius, otrzymali w 1520 od cesarza Karola V Adelsbrief z nowym herbem szlacheckim, a w 1538 weszli w skład augsburskiego patrycjatu. Przez dziesięciolecia augsburscy Jungowie pełnili wysokie urzędy, byli m.in.: osobistymi, nadwornymi lekarzami niemieckich cesarzy, kapituły katedralnej czy biskupów Augsburga, pełnili funkcję Reichshofratów (cesarski nadworny doradca) na dworze cesarza Maximiliana II, zajmowali również eksponowane stanowiska kościelne, pełniąc posługę jako kanonicy czy kapitularze.

### Szczyt potęgi

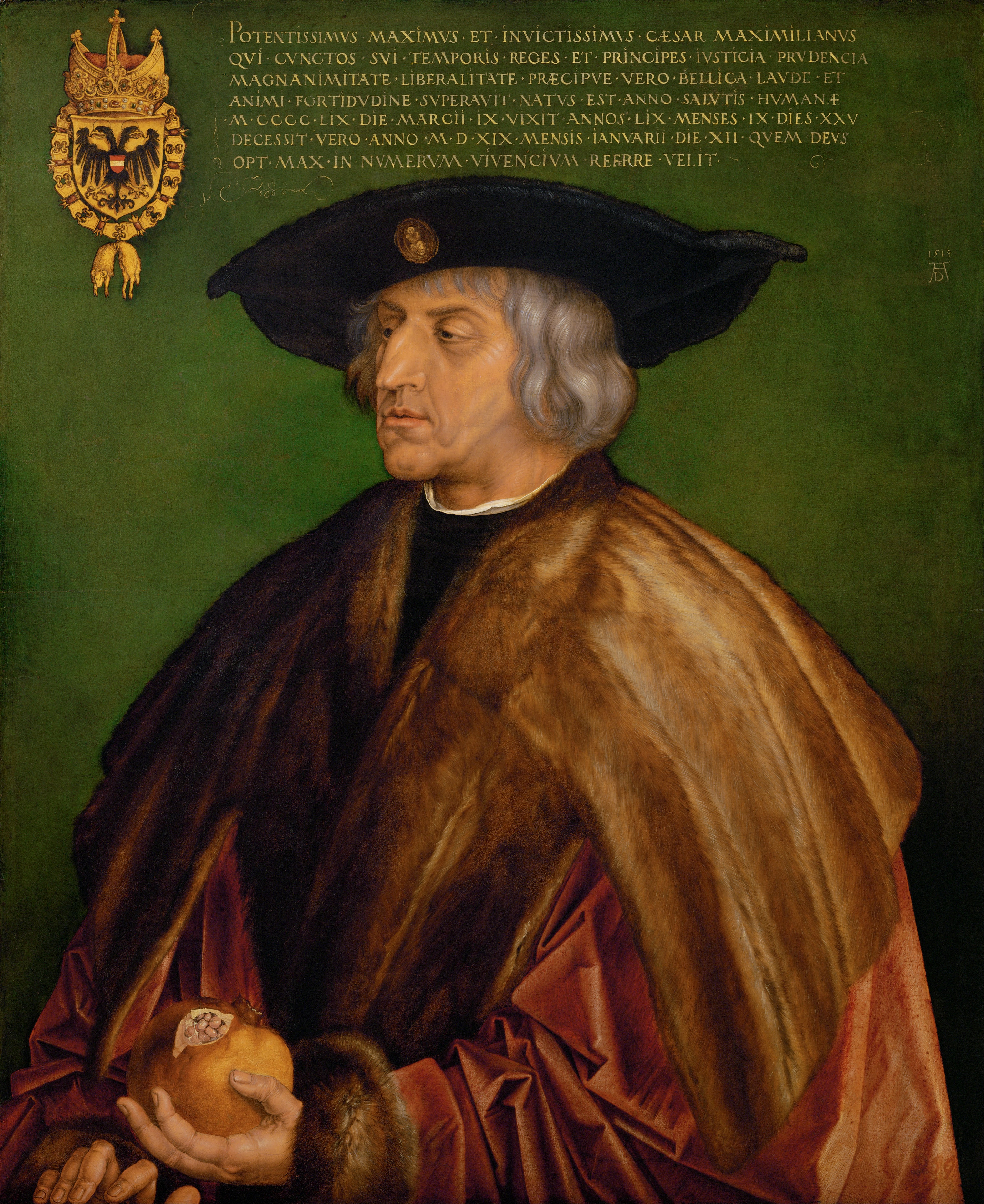
Cesarz Maximilian I od 1490 był najważniejszym pacjentem Johanna Junga juniora

Swoją potęgę ród osiągnął w XVI wieku. Za protoplastę augsburskich Jungów uznaje się zmarłego w Zurychu kapitana żeglugi Johanna Junga (1400–1468), który w 1424 ożenił się z Anną Breisinger. Z tego związku Jungowie mieli czworo dzieci.
Najstarszy, Johann Jung junior (ur. 1425 w Zürychu, zm. 16 lutego 1505 w Augsburgu) był doktorem medycyny, studiował we Włoszech, pracował jako lekarz miejski Wimpfen/Neckar, a w latach 1468–1491 pełnił obowiązki lekarza miejskiego Ulm. Po namowach augsburskiego burmistrza Gossembrota przeniósł się do Augsburga. Po śmierci pierwszej żony, Anny Imhoff, w 1473 ożenił się ponownie z Martą Kärner (1440–1513). W 1490 został osobistym lekarzem cesarza Maksymiliana I, dzięki czemu osiągnął wysoki statut społeczny. Pozostali jego trzej bracia zostali kanonikami – Urlich w Ratyzbonie, Christoph we Freisingu, a Ambrosius w Pasawie. Johann Jung junior miał siedmioro dzieci. Najstarszy syn z pierwszego małżeństwa, Ambrosius, również został lekarzem miejskim Augsburga.
Pozostałe dzieci Johanna Junga juniora:
- Ursula (wyszła za mąż za Daniela Mair von Kaufbeurena),
- Johann (doktor teologii, od 1525 kanonik katedry Św. Gertrudy w Augsburgu, cesarski radca, później kanonik katedry we Freisingu),
- Ulrich (doktor medycyny, lekarz miejski Augsburga),
- Georg (Jörg) (w latach 1532–1559 proboszcz „Sannt Gertrauten (St. Gertraud) im Dom zu Unseren Frauen hinter dem neuen Tor zu Augsburg", zmarł w 1559),
- Ludwig (zmarł w Savoyen we Włoszech),
- Helene.

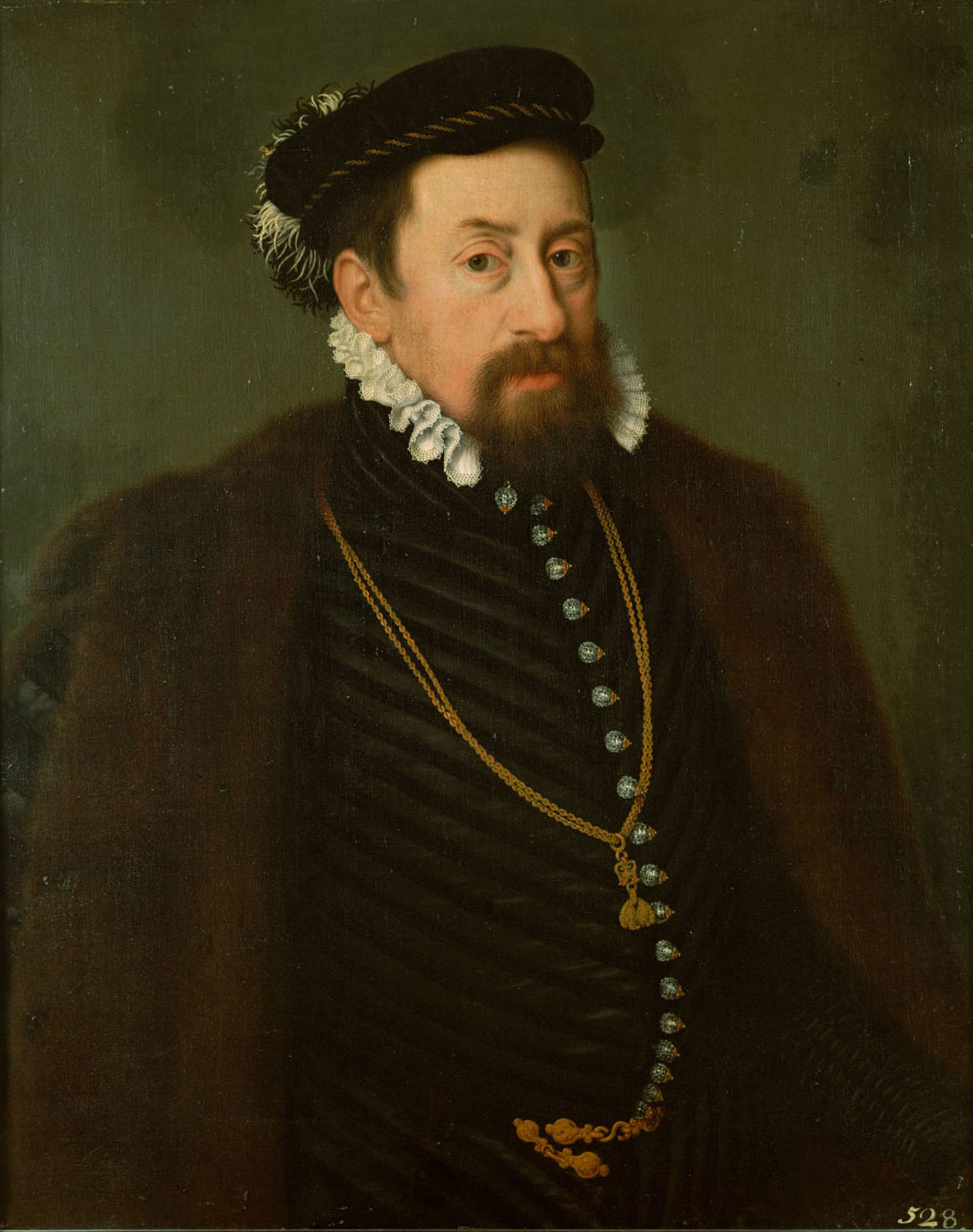
Cesarz Maximilian II (na obrazie) korzystał z rad doktora prawa i sędziego Timotheusa Junga

Do III generacji augsburskich Jungów należy najstarszy syn Johanna Junga juniora, Ambrosius Jung (ur. 1471 w Ulm, zm. 1548 w Augsburgu), doktor medycyny, który studiował w Tybindze, Padwie i Ferrarze, był osobistym lekarzem augsburskiej kapituły katedralnej oraz biskupa. Od 1518 zainteresował się reformacją. Od 1538 był patrycjuszem Augsburga. 6 lutego 1499 ożenił się z Elisabeth Lauginger, następnie, po śmierci żony, ponownie ożenił się 3 października 1519 z Magdaleną Manlich. Z tego związku Jungowie mieli czworo dzieci:
- Ambrosiusa juniora
- Magdalenę (ur. 1520, wyszła za mąż w Augsburgu 13 stycznia 1540 za Jacoba Krafftera),
- Susannę (ur. 1521, zamężna dwukrotnie, pierwszy raz w Augsburgu 17 stycznia 1541 z Bartholomäusem Lins, drugi raz w 1563 z Wolfem Sebastianem Schermairem) oraz
- Timotheusa (ur. 1523 zm. 1560 w Augsburgu), który poświęcił się również karierze dworskiej, był doktorem prawa, sędzią, cesarskim, osobistym doradcą Maksymiliana II. 16 września 1555 ożenił się z Heleną Braun, ich małżeństwo było bezdzietne.

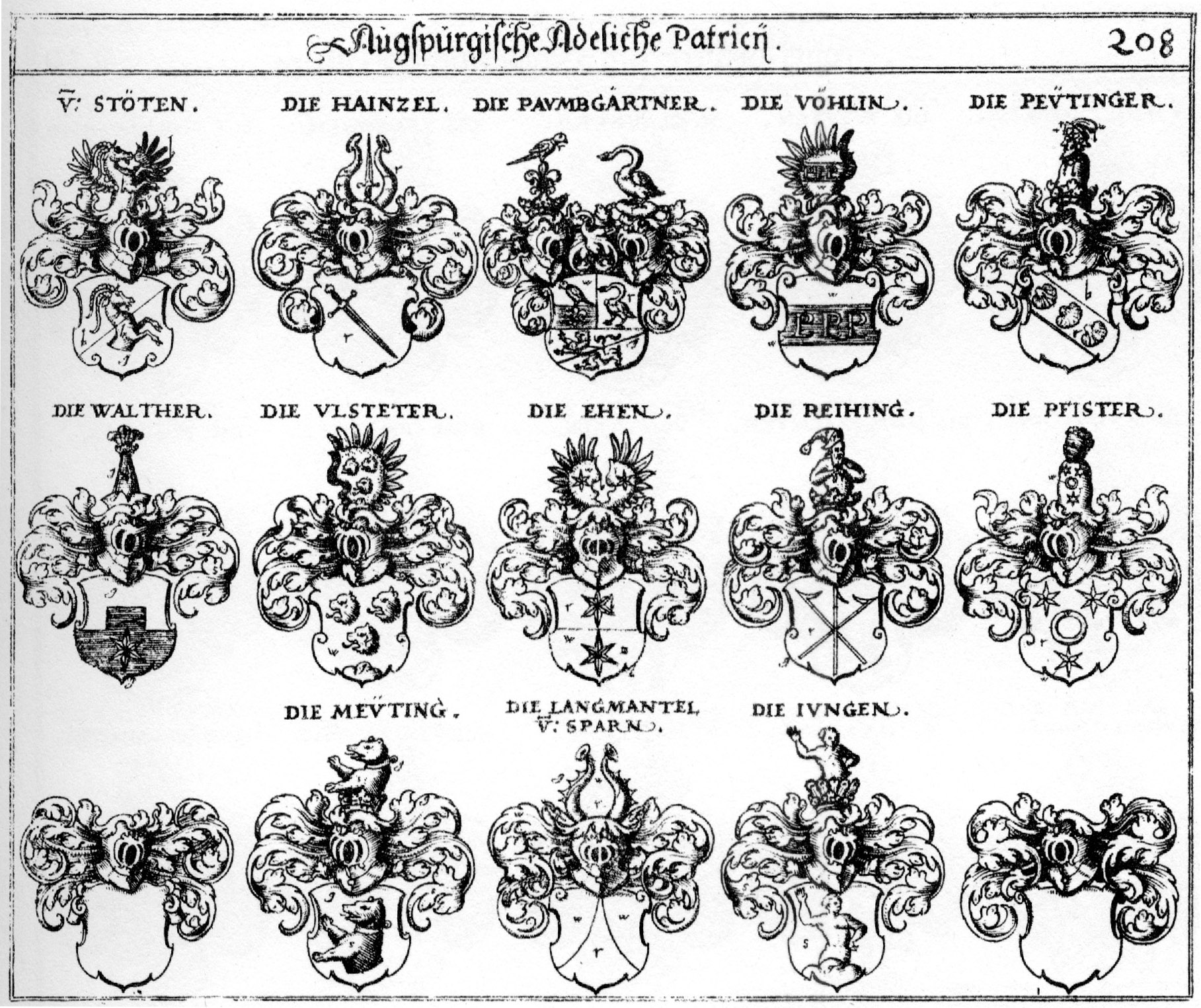
Herb Jungów w augsburskim patrycjacie (ostatni rząd, drugi od prawej)

Do IV i V generacji istotniejszych Jungów należą m.in.:
- kolejny w rodzie Ambrosius Jung (ur. 1510 zm. 28 sierpnia 1559), doktor medycyny, lekarz miejski Augsburga, od 1549 w Landsberg am Lech, ożenił się 5 lutego 1543 z Reginą Koller, która zmarła w 1575.
- Regina Jung, wyszła za mąż za cenionego humanistę Leonharda Rauwolfa.
- Alexander Jung (ur. 1532), burmistrz Augsburga, ożenił się 26 października 1558 z Marią Agst.
- Johann Jakob Jung (ur. 1570 zm. 1657) urzędnik w magistracie miejskim Memmingen, ożenił się 12 września 1597 z Anną Marią von Freiberg, po jej śmierci poślubił w 1631 Sabinę Haintzel.
- Magdalena Jung, wyszła za mąż w 1640 za Kaspara Kocha. Ich syn, Caspar Koch von Wespach, pieczętował się herbem swojej matki.

### Schyłek
Ostatnimi znanymi kaznodziejami z rodu byli w 1613 magister Caspar Jung, w 1682 magister Gustav Adolph Jung. Swoją świetność rodową augsburscy Jungowie tracą na przełomie XVII i XVIII wieku.